# Berdreymi
Berdreymi é um filme de 2022 escrito e dirigido por Guðmundur Arnar Guðmundsson. Situado nos subúrbios de Reykjavík durante os anos 2000, o filme centra-se em um grupo de adolescentes e a violência que os cerca.
Em 30 de setembro de 2022, o filme foi anunciado como a escolha da Islândia para a lista de inscrições ao Oscar 2023 de melhor filme internacional.

## Elenco
- Áskell Einar Pálmason: Balli
- Birgir Dagur Bjarkason: Addi
- Viktor Benóný Benediktsson: Konni
- Snorri Rafn Frímannsson: Siggi
- Ólafur Darri Ólafsson: Svenni
- Blær Hinriksson: Símon
- Kristín Ísold Jóhannesdóttir: Hófí
- Ísgerður Elfa Gunnarsdóttir: Hulda
- Aðalbjörg Emma Hafsteinsdóttir: Fríða
- Anita Briem Addis Mutter Guðrún
- Sunna Líf Arnarsdóttir: Helga
- Kamilla Guðrún Lowen: Anna

## Recepção
No agregador de críticas Rotten Tomatoes, na pontuação onde a equipe do site categoriza as opiniões da grande mídia e da mídia independente apenas como positivas ou negativas, tem um índice de aprovação de 85% calculado com base em 20 comentários dos críticos. Por comparação, com as mesmas opiniões sendo calculadas usando uma média aritmética ponderada, a nota alcançada é 6,9/10.
Em outro agregador, o Metacritic, que calcula as notas das opiniões usando somente uma média aritmética ponderada de determinados veículos de comunicação em maior parte da grande mídia, tem uma pontuação de 58/100, alcançada com base em 9 avaliações da imprensa anexadas no site, com a indicação de "revisões mistas ou neutras".
Em sua crítica no Los Angeles Times, Robert Abele disse que "o ritmo às vezes é confuso e as motivações dos garotos são ocasionalmente misteriosas, mas os jovens atores de Guðmundsson são magnéticos de uma forma física e assombrada". No The Guardian, Peter Bradshaw avaliou com 3/5 de sua nota dizendo que "Beautiful Beings é filmado com estilo realista, com performances muito boas, mas o clichê e a violência sem consequências são uma falha."